# Moa Lundgren
Moa Lundgren (14 aprile 1998) è una fondista svedese.

## Biografia
Attiva in gare FIS dal novembre del 2014, in Coppa del Mondo la Lundgren ha esordito il 16 marzo 2018 a Falun (35ª), ha ottenuto il primo podio l'8 dicembre 2019 a Lillehammer (3ª) e la prima vittoria il 3 dicembre 2023 a Gällivare in staffetta; non ha preso parte a rassegne olimpiche o iridate.

## Palmarès

### Mondiali juniores
- 1 medaglie:
  - 1 oro (sprint a Kandersteg/Goms 2018)

### Coppa del Mondo
- Miglior piazzamento in classifica generale: 27ª nel 2020
- 2 podi (a squadre):
  - 1 vittoria
  - 1 terzo posto

#### Coppa del Mondo - vittorie
| Data            | Località  | Nazione | Spec.                                                  |
| --------------- | --------- | ------- | ------------------------------------------------------ |
| 3 dicembre 2023 | Gällivare | Svezia  | 4x7,5 km (con Emma Ribom, Ebba Andersson e Moa Olsson) |